# Orzyc (województwo mazowieckie)
Orzyc – wieś sołecka w Polsce położona w województwie mazowieckim, w powiecie makowskim, w gminie Szelków. 
| SIMC    | Nazwa         | Rodzaj    |
| ------- | ------------- | --------- |
| 0521271 | Orzyc-Kolonia | część wsi |

Według administracji kościelnej miejscowość należy do parafii Szelków.
Wieś szlachecka położona była w drugiej połowie XVI wieku w powiecie makowskim ziemi różańskiej. W latach 1975–1998 miejscowość administracyjnie należała do województwa ostrołęckiego.